# تلویزیون والت دیزنی
تلویزیون والت دیزنی به (انگلیسی: Walt Disney Television) یک تابعه از شبکه رسانه ای دیزنی است که دارایی های تلویزیون متعلق به شرکت والت دیزنی است.